# 駒水健
駒水 健（こまみず けん、1985年9月14日 - ）は、日本の俳優。鹿児島県出身。GMBプロダクション所属。

## 出演

### 映画
- 土竜の唄 香港狂騒曲（2016年12月23日、東宝、三池崇史監督） - 数寄矢会組員 役
- テラフォーマーズ（2016年4月29日、ワーナー・ブラザース映画、三池崇史監督） - スラム街住人 役
- CUTIE HONEY -TEARS-（2016年10月1日、東映、A.T.  、ヒグチリョウ監督）
- ラプラスの魔女（2018年5月4日、東宝、三池崇史監督）
- 記憶屋（2020年1月17日、松竹、平川雄一朗監督）
- AI崩壊（2020年1月31日、ワーナー・ブラザース映画、入江悠監督）
- 初恋（2020年2月28日、東映、三池崇史監督）
- 浮き草デイズ（2020年） - 鹿島 役
- a20153の青春（2022年10月21日、アイ・エム・ティ、北沢幸雄監督） - 佐久間友和 役
- シン・ウルトラマン（2022年5月13日、東宝、樋口真嗣監督） - 陸上自衛官 役
- 劇場版TOKYO MER〜走る緊急救命室〜（2023年4月28日、東宝、松木彩監督） - 磯子修治 役（YOKOHAMA MER・臨床工学技士）
- リテイク(2025年6月1日、ソニーPCL、大賀英資監督)

### テレビドラマ
TBS
- わにとかげぎす（2017年7月19日-9月27日、TBS）
- 新しい王様（2019年1月8日-4月16日、TBS） - 越中ファンド社員 役
- 左手一本のシュート（2020年3月14日、BS-TBS）
- トーキョー製麺所 第4話（2021年9月29日、MBS・TBS） - ヘルプA 肉丸 役
- この初恋はフィクションです（2021年10月12日-12月17日、TBS） - 桜彩館高校数学教師 役
- 持続可能な恋ですか?〜父と娘の結婚行進曲〜 第5話（2022年5月17日、TBS） - ボブヘアの謎男 役
- 9ボーダー　最終話（2024年6月21日、TBS）－区役所職員　役

日曜劇場
- 半沢直樹 第1〜4話（2020年7月19日-9月27日、TBS） - 東京セントラル証券出向組社員 役
- ドラゴン桜2 （2021年4月25日-6月27日、TBS） - 龍海学園英語教師・佐伯 役
- 日本沈没-希望のひと- 第7話（2021年11月28日、TBS） - 検察事務官 役
- DCU 第1話（2022年1月16日、TBS） - 群馬県警鑑識 役
- オールドルーキー 第4話（2022年7月24日、TBS）
- VIVANT（2023年7月16日 -9月17日、TBS） - 公安部外事第4課レギュラー捜査官 役
- 下剋上球児（2023年10月15日 -12月17日、TBS） -越山高校レギュラー教師　役
- アンチヒーロー　第8話、最終話（2024年6月2日、6月16日、TBS）－　刑事　役

テレビ東京
- 怪奇恋愛作戦（2015年1月10日-3月28日、テレビ東京）
- 三島由紀夫 命売ります 第5話（2018年1月13日-3月24日、BSジャパン） - 司会者 役
- 執事 西園寺の名推理2（2019年4月19日-6月14日、テレビ東京）-刑事 役
- なぜ、あの歴史は消えたのか?（2019年10月8日、テレビ東京） - 信長家臣 役
- 0.1%の奇跡!逆転無罪ミステリー（2020年3月4日、テレビ東京） - 弁護士 役
- バイプレイヤーズ 第5話（2021年2月6日、テレビ東京） - 番宣ディレクター 役
- 闇バイト家族　第1話（2024年1月6日  、テレビ東京） - 七王子警察署　刑事 役

フジテレビ
- 人は見た目が100パーセント（2017年4月13日-6月15日、フジテレビ）
- 健康で文化的な最低限度の生活（2018年7月17日-9月18日、関西テレビ）
- おいハンサム!!（2022年1月8日-2月26日、東海テレビ・フジテレビ） - 源太郎の部下 役
- ブルーモーメント　第8話（2024年6月12日、フジテレビ）－記者　役

日本テレビ
- 受付のジョー 第2話（2022年5月2日、日本テレビ） - スピヤーズの付き人 役
- Sister 第8話（2022年12月8日、読売テレビ） - 田中 役
- 大病院占拠 第７話（2023年2月25日、日本テレビ） - 捜査員 役

テレビ朝日
- ボーイフレンド降臨! 第7話（2022年12月3日、テレビ朝日 ） - 中越の部下 役

WOWWOW
- 名刺ゲーム（2017年12月2日-12月23日、WOWOW）
- トッカイ〜不良債権特別回収部〜 第6話（2021年2月21日、WOWOW）-刑事 役

配信ドラマ
- FOLLOWER（2020年2月27日、Netflix）
- ヒヤマケンタロウの妊娠（2022年4月21日、Netflix） - 同級生 役

### CM
- KONAMI「ワールドサッカーコレクションS」みんながハマってる編（2014年）
- ジョンソン・エンド・ジョンソン「ワンデーアキュビュー」（2014年）
- サントリー「ウェルネスセサミンEX」同窓会編（2015年） - ウェイター役
- プリントネット（2020年）
- 株式会社ABC（2020年）
- NTTコミュニケーションズ（2021年）
- アサヒビール「スーパードライ」（2021年）
- 野村アセットマネジメント「はじめてのNISA」（2023年）

### Web・その他
- 六本木ハロウィンイベント（2017年）
- AFKアリーナ PV（2020年）
- Camel Games（2020年）
- ヘキサゴン「RS6」（2020年）
- イエローハット（2021年）
- オールコネクト「ネットのミカタ」（2021年）
- ByondAI研究推進機構コンセプトイメージ映像 ナレーション（2021年）
- 銀のさら 父の声（2021年）
- 移住定住PR 先入観編（2022年） - 美容室の店長 役
- アース製薬（2024年）温泡 デカまる 疲れている人図鑑 File.001「終電タイムトラベラー」サラリーマン役